# Balkan Music Awards
Balkan Music Awards är en årlig utdelning av olika musikpriser till artister på Balkan och hålls varje år i olika städer på Balkan. Den första upplagan hölls i Bulgariens huvudstad Sofia den 16 maj 2010. Tävlingen organiseras och hålls av Balkanika Music Television. 

## Balkan Music Awards 2010
Balkan Music Awards 2010 började i december 2009, där man röstade online på 2009 års bästa låt på Balkan.
- Bästa kvinnliga artist på Balkan 2009 – Hadise (Turkiet)
- Bästa manliga artist på Balkan 2009 – Željko Joksimović (Serbien)
- Bästa duett/grupp på Balkan 2009 – Akcent (Rumänien)
- Bästa video på Balkan 2009 – "Stin pira" framförd av Anna Vissi (Grekland)
- Pris för bidrag till utvecklingen och populariseringen av musik från Balkan – Anna Vissi (Grekland)

### Resultat
Resultatet av "bästa låt på Balkan 2009" (huvudpriset)
| Nr | Land     | Artist            | Låt              | Poäng |
| -- | -------- | ----------------- | ---------------- | ----- |
| 1  | Serbien  | Željko Joksimović | "Ljubavi"        | 37    |
| 2  | Albanien | Flori Mumajesi    | "Playback"       | 31    |
| 3  | Rumänien | Akcent            | "That's My Name" | 23    |

## Balkan Music Awards 2011
Omröstningen till Balkan Music Awards 2011 öppnades i mars 2011 och avslutades den 8 april.
Detta år utökades antalet priser som delades ut vid Balkan Music Awards till 16 genom att kategorin "Worldwide Breakthrough Artist" lades till och som vanns av Inna från Rumänien.
- Bästa kvinnliga artist på Balkan 2010 – Inna (Rumänien)
- Bästa manliga artist på Balkan 2010 – Serdar Ortaç (Turkiet)
- Bästa duett/grupp på Balkan 2010 – maNga (Turkiet)
- Bästa video på Balkan 2010 – "Love in Brazil" framförd av Andreea Banica (Rumänien)
- Bästa Balkan-projekt – Teodora och Giorgos Giannias - Za teb zhiveia (Bulgarien och Grekland)

### Resultat
Resultatet av "bästa låt på Balkan 2010" (huvudpriset)
| Nr | Land      | Artist                          | Låt             | Poäng |
| -- | --------- | ------------------------------- | --------------- | ----- |
| 1  | Albanien  | Aurela Gaçe, Dr. Flori & Marsel | "Origjinale"    | 92    |
| 2  | Rumänien  | Inna                            | "Sun is Up"     | 90    |
| 3  | Bulgarien | Alisia                          | "Tvoja totalno" | 89    |

### Fotnoter
1. ↑  Balkan Music Awards 2010 Arkiverad 2 april 2011 hämtat från the Wayback Machine.
2. ↑  Balkan Music Awards 2011 Voting Arkiverad 1 april 2011 hämtat från the Wayback Machine.
3. ↑  New Categories in the Show, one taken by the Romanian superstar, Inna Arkiverad 8 april 2011 hämtat från the Wayback Machine.